# Тиберий Спурилий
Тиберий Спурилий (Tiberius Spurillius) e политик на ранната Римска република през втората половина на 5 век пр.н.е.
През 423 пр.н.е. Тиберий Спурилий служи като конник при Гай Семпроний Атрацин във войната против волските.
През 422 пр.н.е. той e народен трибун. Неговите колеги са: Марк Аселий, Тиберий Антисций, Секст Темпаний и Луций Хортензий.
Тази година колегата му Хортензий дава на съд Гай Семпроний Атрацин за грешки по време на войната против волските през 423 пр.н.е.
Другите четири народни трибуни, които са били конници по времето на битката, се изказват добре за Семпроний и Хортензий оттегля временно обвинението.